# Laubwald-Rotkappe
Die Laubwald-Rotkappe (Leccinum aurantiacum, Syn.: Leccinum quercinum, Leccinum rufum), auch Eichen-Rotkappe oder Eichen-Raufuß, ist eine Pilzart aus der Familie der Dickröhrlingsverwandten.

## Merkmale
Der ziegelrote bis braune Hut hat einen Durchmesser von 6–15(–20) cm. In der Jugend ist der Hut kugelig und wird im Alter massig-polsterförmig. Die Oberseite ist fein filzig, ähnlich Wildleder, und wird bei Nässe schmierig. Die Röhren sind bis 3 cm lang, jung weiß, bei Berührung bräunlich fleckend und später grau bis dunkelolivgrau. Der Stiel ist bis 18 cm lang und 2–4 cm breit. Er ist dick und fest mit rotbraunen Schüppchen bedeckt. Das Fleisch ist in der Stielbasis bei Verletzung dunkelviolett verfärbend, ebenso beim Kochen.

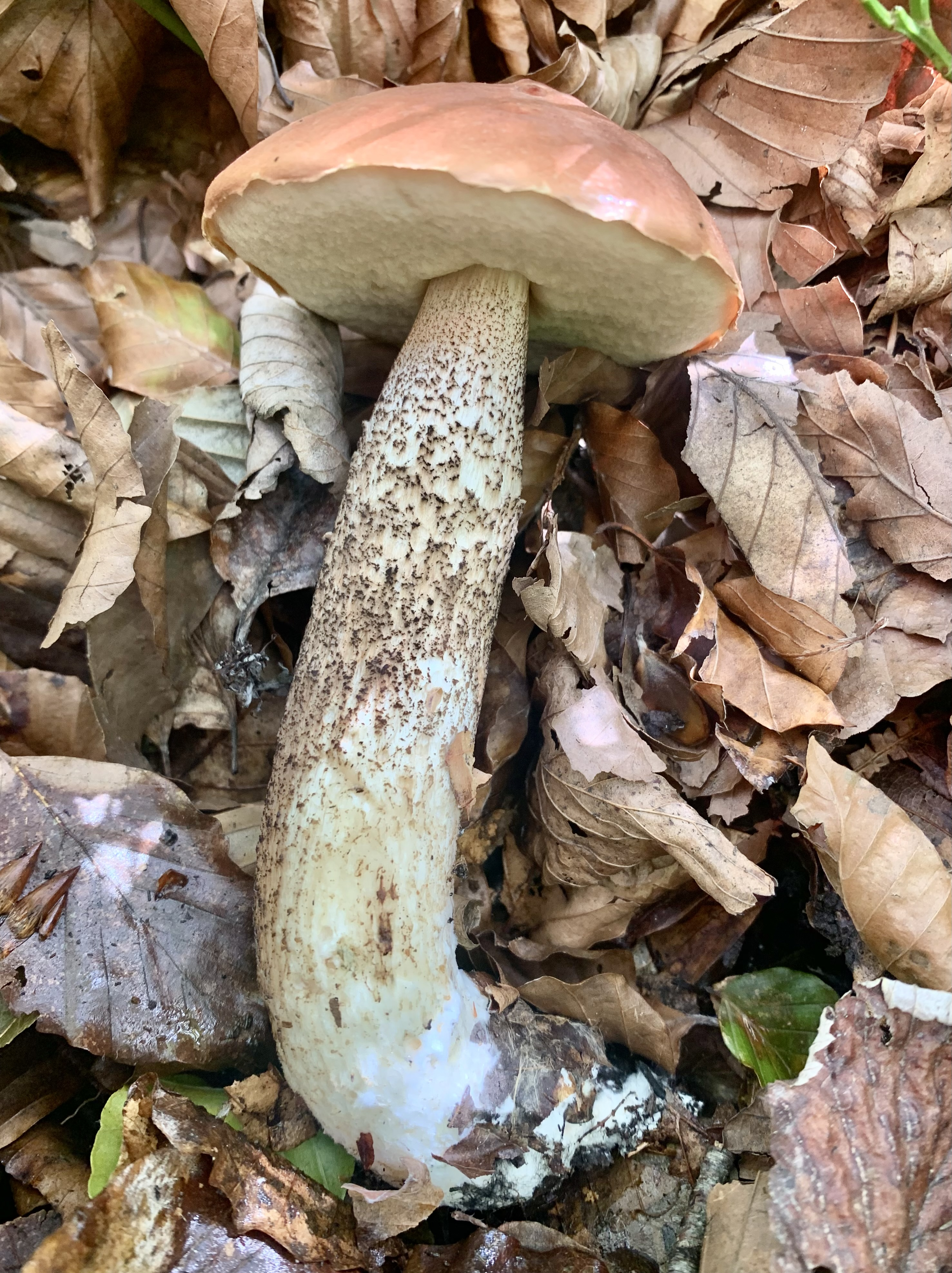
Laubwald-Rotkappe mit geöffnetem Hut.
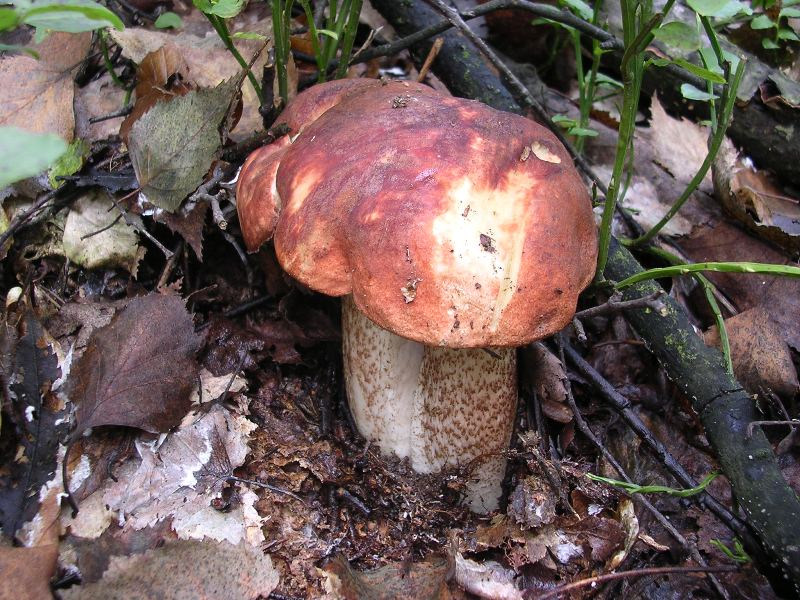
Typisch für die Laubwald-Rotkappe sind die rotbraunen Stielschuppen.

## Artabgrenzung
Die Laubwald-Rotkappe kann mit anderen Rotkappen verwechselt werden und unterscheidet sich von diesen durch die Mykorrhiza-Partner sowie etwas andere Farben von Hut und Stielschuppen. Zwei nah verwandte und sehr ähnliche Arten sind die Kiefern-Rotkappe (Leccinum vulpinum) und die Fichten-Rotkappe (Leccinum piceinum).

## Ökologie
Die wärmeliebende Laubwald-Rotkappe ist ein Mykorrhiza-Partner von Eichen sowie anderen Laubbäumen und kommt in milden Gegenden  in Eichen-Hainbuchenwälder sowie in Buchenwäldern mit eingestreuten Eichen, teilweise auch in Parks und auf Friedhöfen vor. Sie bevorzugt frische bis trockene Böden auf neutralem oder mäßig saurem Untergrund, kann aber auch auf basischen Böden auftreten. Die Fruchtkörper erscheinen von Spätsommer bis Herbst, können ausnahmsweise aber auch schon früher gefunden werden.

## Verbreitung
Die Laubwald-Rotkappe kommt in den mediterranen bis gemäßigten Regionen Europas im Areal der Gattung Quercus vor und geht nördlich bis Südfinnland. Das Verbreitungszentrum ist Mitteleuropa, in anderen Gebieten ist die Art selten. Ob aus Costa Rica gemeldete Funde mit der europäischen Art identisch sind, ist noch unklar.

## Bedeutung
Die Laubwald-Rotkappe ist ein beliebter Speisepilz, wird allerdings wie alle Arten der Gattung Leccinum durch die Bundesartenschutzverordnung geschützt und darf nur in geringen Mengen für den Eigenbedarf gesammelt werden. Ihre Bestände sind rückläufig, die Art wird in Kategorie G3 (gefährdet) der Roten Liste der gefährdeten Großpilze in Deutschland eingeordnet.
Die Laubwald-Rotkappe, seinerzeit unter dem Namen „Eichen-Rotkappe“, wurde 1994 als erste Pilzart von der Deutschen Gesellschaft für Mykologie zum Pilz des Jahres gewählt, um auf deren Gefährdung hinzuweisen.